# Sebastian Hohenthal

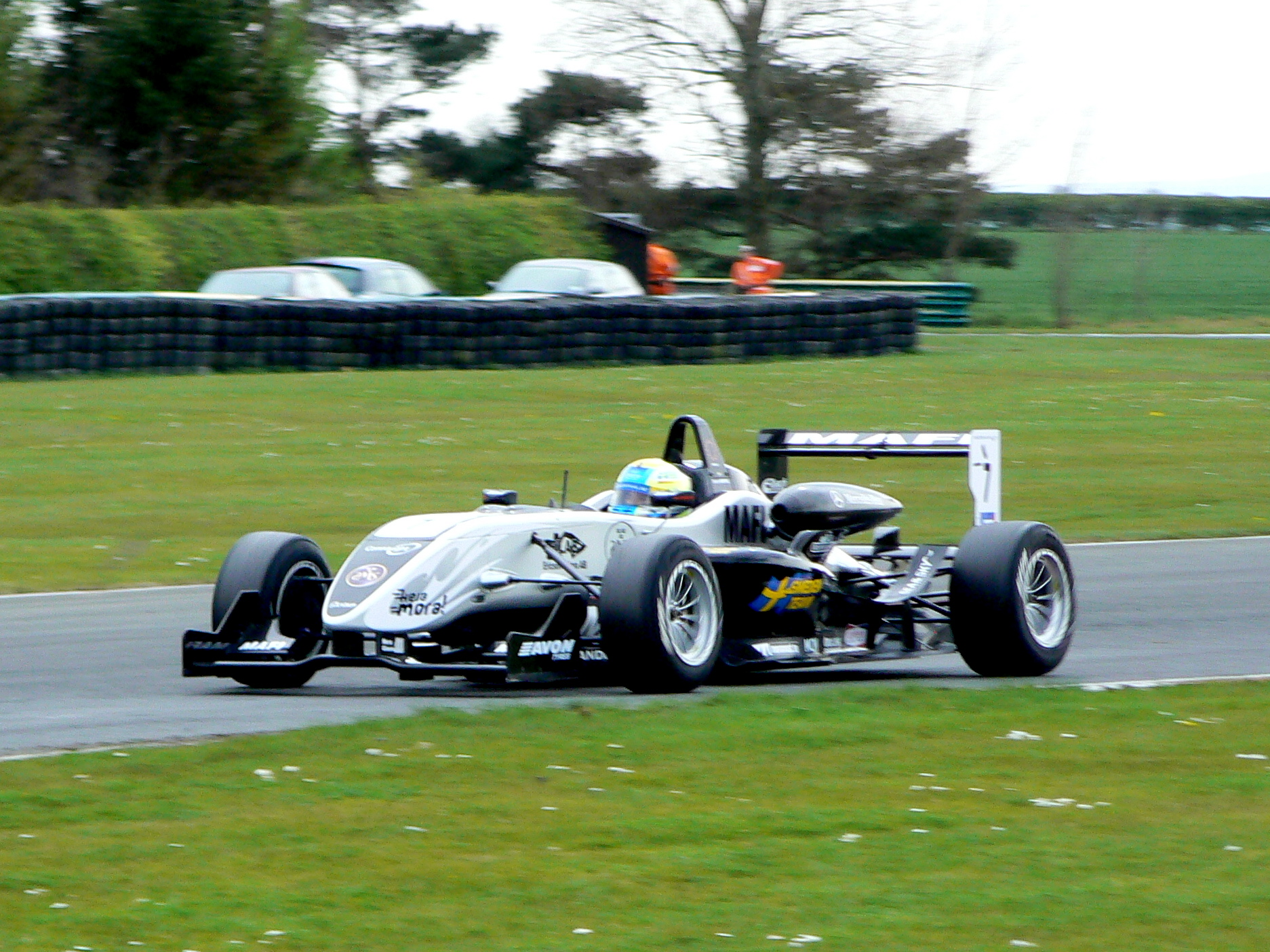
Sebastian Hohenthal pilotando para a Fortec na etapa de Croft do Campeonato Britânico de Fórmula 3 de 2008

Sebastian Hohenthal (Mora, 5 de novembro de 1984) é um piloto de carros Sueco.

## Carreira
Sebastian Hohenthal iniciou a sua carreira com 10 anos, quando acabou em terceiro lugar no Campeonato Dalculpen Formula Micro. O piloto venceu este campeonato no ano seguinte, antes de ir para os campeonatos ICA nórdico e sueco, ganhando ambos em 2000.
A sua carreira nos monolugares começou em 2001, competindo nos campeonatos nórdico e sueco de Fórmula Ford Zetec. Na sua primeira temporada acabou em terceiro no campeonato nórdico, com quatro pódios. Competiu nos dois campeonatos por mais dois anos, optando por competir no Campeonato de Inverno de Fórmula Ford Reino Unido em 2003. Venceu os três campeonatos nesse ano, com três vitórias e um pódio na Fórmula Ford Nórdica e uma vitória e 3 pódios na Fórmula Ford.
Em 2004, Sebastian Hohenthal foi para o Reino Unido competir na Fórmula Ford Grã-Bretanha, acabando em terceiro o campeonato, com seis pódios na temporada. Também foi terceiro no [Festival Fórmula Ford, fazendo a volta mais rápida durante a corrida.
Sebastian Hohenthal foi para a Fórmula Renault 2.0 Reino Unido em 2005 com a Fortec Motorsport. Acabou em quarto no campeonato de 2005, demonstrando o seu ritmo obtendo cinco voltas mais rápidas, uma vitória e cinco pódios. Competiu novamente neste campeonato em 2006, e foi coroado campeão, ganhando sete corridas, incluindo vitórias nas duas versões de Brands Hatch (Indy e GP), e acabou no pódio por mais cinco ocasiões.
Em 2007 e 2008 Sebastian Hohenthal correu com a Fortec Motorsport no Campeonato Britânico Internacional de Fórmula 3. No segundo ano na F3 acabou no pódio, ganhou em Brands Hatch e fez a volta mais rápida do circuito de Oulton Park. Em 2008 competiu na classe Internacional, somando outra vitória em Rockingham e acabando no pódio outras três corridas.

### Registo nos monolugares
| Época | Campeonato                                                      | Vitórias | Pole positions | Pontos | Lugar Final |
| ----- | --------------------------------------------------------------- | -------- | -------------- | ------ | ----------- |
| 2003  | Campeonato de Inverno de Fórmula Ford Britânica                 | 1        | ND             | ND     | 1º          |
| 2003  | Fórmula Ford Zetec Nórdica                                      | 3        | ND             | ND     | 1º          |
| 2003  | Fórmula Ford Zetec Sueca                                        | ND       | ND             | ND     | 1º          |
| 2004  | Campeonato de Fórmula Ford                                      | 0        | 2              | 22     | 3º          |
| 2004  | Festival de Fórmula Ford                                        | ND       | ND             | ND     | 3º          |
| 2005  | Fórmula Renault 2.0 Reino Unido                                 | 1        | 2              | ND     | 4º          |
| 2006  | Fórmula Renault 2.0 Reino Unido                                 | 7        | 5              | ND     | 1º          |
| 2007  | Campeonato Internacional Britânico de F3                        | 1        | 1              | ND     | 9º          |
| 2008  | Campeonato Internacional Britânico de F3 - Classe Internacional | 1        | ND             | ND     | 7º          |
| 2009  | Fórmula 2 FIA                                                   | ND       | ND             | ND     |             |